# Стража (Њамц)
Стража (рум. Straja) насеље је у Румунији у округу Њамц у општини Таркау. Oпштина се налази на надморској висини од 375 m.

## Становништво
Према подацима из 2002. године у насељу је живело 660 становника, од којих су сви румунске националности.